# Денисов, Василий Ильич
Васи́лий Ильи́ч Дени́сов (1863 — не ранее 1917) — русский предприниматель, политический деятель.

## Биография

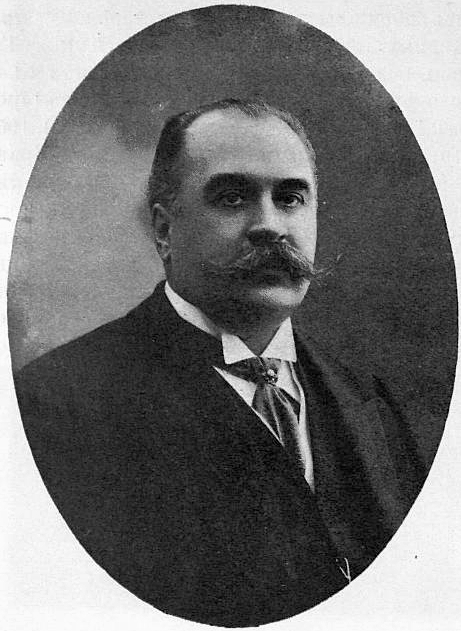
В. И. Денисов

Происходил из дворян Области Войска Донского. Сын гвардии полковника Ильи Васильевича Денисова (ок. 1817 —?).
Учился в Императорском училище правоведения, затем перешёл в Пажеский корпус, по окончании которого в 1881 году был выпущен из пажей в комплект Донских казачьих полков. В 1883 году наказным атаманом Войска Донского Святополк-Мирским Денисов был приглашён в качестве адъютанта. По поручению Святополк-Мирского Денисов произвёл ревизию окружных управлений, тюремных учреждений, воинских присутствий и принял деятельное участие в снабжении голодающего населения хлебом. В 1887 году Денисов был назначен адъютантом к великому князю Николай Николаевичу, а после смерти последнего, в 1891 году, он был назначен адъютантом к великому князю Михаилу Николаевичу.
Предприниматель в области сельского хозяйства. В своём имении наладил интенсивное товарное хозяйство. Организатор нескольких сельскохозяйственных выставок и съездов на Дону. Автор экономических и сельскохозяйственных брошюр.
Придворные звания: камергер (1898), «в должности шталмейстера» (1902). Шталмейстер (1906).
В 1901—1907 годах — предводитель дворянства Области Войска Донского. В 1906 избран членом Государственного совета. Сторонник столыпинской аграрной реформы, председатель Российской экспортной палаты. Входил в Совет Главного управления государственного коннозаводства. Состоял почетным попечителем Санкт-Петербургской 11-й гимназии и Новочеркасской гимназии.

## Семья
Был женат на Софье Порфирьевне Навроцкой. Их дети:
- Илья (1892—?)
- Николай (1896—25.01.1914[3])
- Владимир (1896—?)

## Награды
- Высочайший подарок (1887)
- Орден Святого Владимира 4-й степени (1905)
- Орден Святого Станислава 1-й степени (1911)
- Орден Святой Анны 1-й степени (1914)
- Медаль «В память царствования императора Александра III»
- Медаль «В память коронации Императора Николая II»
- Медаль «В память 300-летия царствования дома Романовых» (1913)

Иностранные:
- черногорский орден Князя Даниила I 4-й степени (1890)
- бухарский орден Золотой звезды 2-й ст. (1896)
- прусский орден Красного орла 4-й ст. (1899)
- персидский орден Льва и Солнца 2-й ст. со звездой (1905)

## Сочинения
- Льняное дело, торговля льном и льняными изделиями. — СПб., 1909.
- Холодильное дело и его государственное значение. — СПб., 1910.
- Ярмарки. — СПб., 1911.
- Экономическое завоевание Германией финляндского рынка. — СПб., 1911.
- Леса России, их эксплуатация и лесная торговля. — СПб., 1912.
- О желательном направлении финансовой и экономической политики в России. — СПб., 1912.
- Русская солепромышленность. — СПб., 1912.
- Русская скотопромышленность. — СПб., 1912.
- Наша промышленность. — СПб., 1913.
- Россия на Дальнем Востоке. — СПб., 1913.
- Русская птицепромышленность. — СПб., 1913.
- Современное положение русской торговли. — СПб., 1913.